# مصطفی روستایی
مصطفی روستایی (زاده ۲۳ بهمن ۱۳۳۱ در تهران) سرهنگ خلبان مک‌دانل داگلاس اف-۴ فانتوم ۲ (با ۲۲۰۰ ساعت پرواز) و گرومن اف-۱۴ تام‌کت (با ۲۰۸۶ ساعت پرواز) ارتش جمهوری اسلامی ایران است.
مورخ نظامی فرانسوی پیر رازو ۵ پیروزی هوایی را به او نسبت داده‌است، رکوردی که او را به عنوان یک خلبان تک‌خال واجد شرایط می‌کند.

## پیشینه
روستایی در سال ۱۳۵۹ به استخدام ارتش درآمد و پس از ۳۰ سال خدمت با درجه سرهنگی بازنشسته شد. او مدتی به عنوان افسر ارشد عملیات پایگاه ششم جنگنده تاکتیکی خدمت کرد. او که یک خلبان آموزش دیده در ایالات متحده بود، در سال ۱۹۷۴ از دوره فرماندهی آموزش هوایی در پایگاه نیروی هوایی لفلین فارغ‌التحصیل شد.
روستایی سپس پرواز با مک‌دانل داگلاس اف-۴ فانتوم ۲ را آغار و از ۱۳۵۹ شروع به پرواز با گرومن اف-۱۴ تام‌کت کرد.

## پیروزی‌های هوایی
به گفته کاش رایان، نویسنده هوانوردی، پیروزی‌های هوایی روستایی که توسط دفتر ثبت گزارش‌های وی تأیید شده و با سایر گزارش‌ها تطابق گردیده، شامل چهار مورد استفاده از موشک ایم-۵۴ فینیکس در برابر دو میکویان-گورویچ میگ-۲۳، یک میکویان-گورویچ میگ-۲۱ و یک جفت داسو میراژ اف۱ است:
- ۱۵ ژانویه ۱۹۸۱ موشک ایم-۵۴ فینیکس/ میگ-۲۳
- ۵ اکتبر   ۱۹۸۱  موشک ایم-۵۴ فینیکس/ میگ-۲۳
- ۲۶ اکتبر ۱۹۸۲  مشخص نشده/ میگ-۲۱
- ۷ اوت    ۱۹۸۴  موشک ایم-۵۴ فینیکس/ داسو میراژ اف۱
- ۷ اوت    ۱۹۸۴  موشک ایم-۵۴ فینیکس/ داسو میراژ اف۱